# Robert Lawrence
Robert Lawrence (n. 9 de noviembre de 1913 en Montreal, Canadá - † 19 de septiembre de 2004 en Madison, Wisconsin, Estados Unidos) fue un editor y director de segunda unidad de cine famoso por su participación en filmes de gran presupuesto de los años 60 como Espartaco, El Cid, La caída del Imperio Romano, etcétera. Fue nominado al Oscar de Hollywood como editor en la película Espartaco (1960).

## Premios y distinciones
Premios Óscar
| Año  | Categoría               | Película  | Resultado |
| ---- | ----------------------- | --------- | --------- |
| 1961 | Mejor vestuario - Color | Espartaco | Nominado  |